# Жильсон, Поль
Поль Жильсон (фр. Paul Gilson; 15 июня 1865, Брюссель — 3 апреля 1942, Брюссель) — бельгийский композитор.

## Биография
Вырос в деревушке Рёйсбрук (ныне в составе коммуны Синт-Питерс-Леув), куда его семья переехала спустя год после его рождения; брат композитора Шарль (1855—1896) остался в Рёйсбруке на всю жизнь и с 1891 года был его мэром.
Начал заниматься музыкой у деревенского органиста Огюста Кантильона (1856—1926), затем учился композиции, гармонии и контрапункту у Шарля Дейка (1822—1888), ученика Франсуа Жозефа Фети и директора музыкальной школы в Андерлехте. Обратился к композиции ещё подростком, его ранние сочинения для церковного хора уцелели в архиве Рёйсбрукской церкви. В 1882 году, после смерти отца, вернулся вместе с матерью в Брюссель. В 1887—1889 годах обучался у Франсуа Огюста Геварта в Королевской консерватории Брюсселя. В 1889 году получил Римскую премию за кантату «Синай», благодаря чему провёл последующие годы в Байройте (1892), Париже (1893—1894) и Италии (1895). По итогам этих поездок Жильсон, согласно правилам премии, представил в Королевскую академию изящных искусств в Антверпене ряд произведений, включая симфоническую поэму «Небесный огнь» (фр. Le Feu du Ciel, по мотивам одноимённого стихотворения Виктора Гюго) и ораторию «Франческа да Римини» на сюжет из «Божественной комедии»; в официальном отзыве Густава Юберти отмечались оригинальная концепция и гармоническое богатство музыки, а также «выдающееся драматическое чувство», проявленное композитором в оратории. О раннем официальном признании Жильсона говорит то, что в 1897 году правительством Бельгии ему была заказана кантата для исполнения при открытии Всемирной выставки в Брюсселе.
В 1900—1902 гг. преподавал гармонию в Брюссельской консерватории, затем до 1906 года в Королевской консерватории Антверпена. С 1909 года занимал в министерстве культуры Бельгии должность инспектора по дневному музыкальному образованию (сперва на территории Фландрии, с 1912 года по всей стране). В апреле 1918 года ненадолго возглавил консерваторию в оккупированном немцами Антверпене, после чего в начале 1919 года, по окончании Первой мировой войны, был снят со всех должностей. В 1921—1930 гг. вновь инспектор по музыкальному образованию, после чего вышел на пенсию, продолжая преподавать частным образом, в том числе по переписке (бельгийским студентам, эмигрировавшим в другие страны). Написал «Руководство по военной музыке» (фр. Manuel de musique militaire; 1926).
С начала 1890-х гг. выступал также как музыкальный критик. В 1925 году вместе с Марселем Потом и Морисом Шумакером основал журнал «Revue musicale belge», выходивший до 1939 года. В 1925—1935 гг. вёл еженедельную программу «Музыкальная неделя» на Бельгийском радио. Кроме того, Жильсон был не чужд литературно-драматических амбиций: в 1895 году он написал либретто для балета своего друга Августа де Бука «Золушка», а в 1897 году получил премию за поэму «Комала», основанную на Поэмах Оссиана.
Член-корреспондент (1910), действительный член (1911) Королевской академии наук и искусств Бельгии. Исключён в 1919 году. В 1938 году избран действительным членом новосозданной Королевской фламандской академии наук и искусств.
Офицер (1896), командор (1932) Ордена Леопольда I.

## Творчество
В общей сложности Жильсону принадлежит около 400 сочинений. На его становление как композитора повлияло как фламандское националистическое течение в музыке, возглавлявшееся Петером Бенуа, так и знакомство в 1883 году с музыкой Рихарда Вагнера. В двухкультурной бельгийской ситуации Жильсон, несмотря на свою франкоязычность, примкнул не к валлонской, а к фламандской музыкальной школе. В дальнейшем значительное влияние на Жильсона оказала русская музыка, впервые услышанная им в 1887 году в одном из Народных концертов дирижёра Жозефа Дюпона; сохранилась многолетняя переписка Жильсона с Цезарем Кюи и Митрофаном Беляевым.
Первым крупным успехом Жильсона стало «Море» (фр. La mer; 1892) — четырёхчастное сочинение с подзаголовком «Симфонические зарисовки» (фр. Esquisses Symphoniques) для оркестра с дополнительной группой духовых инструментов, включая 11 саксофонов всех разновидностей, от сопрано до контрабаса. Восторженно встреченное критикой, «Море» до конца года было исполнено в десятке городов, включая американскую премьеру в исполнении Нью-Йоркского филармонического оркестра под управлением Антона Зайдля, а в скором времени оказалось в концертных программах многих стран (российская премьера состоялась в августе 1896 года в Павловске под управлением Николая Галкина). В то же время первая опера Жильсона, «Альвар» (1895), на сюжет из времён Нидерландской революции, провалилась по причине крайне неудачного, дилетантского либретто. Опера «Демон» (1895, по одноимённой поэме М. Ю. Лермонтова) вызвала восторженный отзыв Кюи, отмечавшего:
В формах «Демона» заметно влияние Вагнера, но не рабское ему подчинение: человеческий голос всегда на первом плане и несомненны стремления согласовать музыкальные формы с требованиями и литературными формами текста. В «Демоне» же встречается довольно широкая мелодичность, выгодная и благодарная в вокальном отношении.
На рубеже веков Жильсон продолжает работу для сцены, создавая оперу «Моряки» (фр. Gens de Mer; 1895, либретто Жоржа Гарнира по поэме Виктора Гюго «Бедные люди»), сказочную оперу «Принцесса Солнечный свет» (нидерл. Prinses Zonneschijn; 1901, либретто Пола де Монта), «Бандитская любовь» (нидерл. Rooversliefde; 1902), а также балет «Пленница» (фр. La Captive; 1902, либретто Люсьена Сольвея), — при этом оперы, написанные на французские либретто, ставятся в итоге во фламандских театрах в переводе на нидерландский. Кроме того, 1901 годом датирован написанный им по заказу Элизы Холл первый в мире концерт для саксофона с оркестром; концерт оказался слишком сложен для заказчицы, никогда не исполнялся и считался утраченным, пока его рукопись не была обнаружена в 2019 году.
После некоторого творческого упадка на рубеже 1900—1910-х гг. новый всплеск композиторской активности Жильсона приходится на годы Первой мировой войны, однако в этот период он работает преимущественно над оркестровыми и камерными сочинениями, среди которых сюита для виолончели и фортепиано (1916), Праздничная песнь (лат. Carmen Festivum; 1917) для оркестра. Три начатые в эти годы новые оперы так и не были завершены композитором. Последней крупной работой композитора стал балет «Два горбуна» (фр. Les Deux Bossus; 1921, премьера в 1934 году в театре Ла Монне). Более поздние произведения Жильсона немногочисленны, в их числе «Парафразы фламандских народных песен» (нидерл. Parafrazen op Vlaamse Volksliederen; 1929) и «Еврейские прелюдии» (фр. Préludes hébraïques; 1934) для оркестра, а также сочинение для струнного оркестра «Хуторок Икара» (фр. Le mas d'Icare; 1934), написанное как звукоряд для видового кинофильма режиссёра Карло Квекерса.